# Eva Rausing
Eva Louise Rausing (Hong Kong, 7 de março de 1964 - Londres, 7 de maio de 2012) foi uma empresária e filantropa pertencente à família Rausing, proprietária da empresa Tetra Pak, que é uma multinacional de origem sueca, que fabrica (produz) embalagens para alimentos. Ela era casada com Hans Kristian Rausing, que ela conheceu em uma clínica de reabilitação em sua terra natal, e com quem teve quatro filhos. Era uma das mulheres mais ricas do Reino Unido

## Morte
O corpo de Eva Rausing foi encontrado  entre sacos de lixo em sua residência no bairro rico de Belgravia, Londres, em 9 de julho, enquanto a polícia fazia uma batida em casa. A polícia vasculhou a casa depois que Hans Rausing foi detido sob suspeita de dirigir sob a influência de álcool ou drogas. Os detalhes da autópsia divulgada no tribunal revelou Eva Rausing, morreu em 7 de maio e que havia usado cocaína.